# James Hamilton av Cadzow
James av Cadzow, 1:e lord Hamilton, död 1479, var en skotsk adelsman. Han var far till James Hamilton, 1:e earl av Arran.
James Hamilton kom genom sitt första giftermål i nära förbindelse med ätten Douglas parti. Hamilton spelade en betydande roll i Skottlands politiska liv, utnämndes 1445 till ord och deltog 1453 i familjen Douglas uppror. Hamilton uppehöll förbindelser med det yorkska partiet i England, var Jakob III:s förnämsta rådgivare och gifte sig 1473 eller 1474 med Mary Stuart, dotter till kung Jakob II av Skottland.